# 占领尤巴城
占领尤巴城（英語：The Taking of Joppa）是古埃及的一则故事，讲述了图特摩斯三世手下的将领塔胡提阿智取巴勒斯坦地区的尤巴城的故事。

## 内容
这篇故事的原文保存在哈里斯大纸草第500号背面。故事开头部分的纸草没有保存下来，但是从以后的全部内容可以看出，讲述的是图特摩斯三世手下的军事将领塔胡提阿如何指挥埃及军队巧妙攻占叙利亚的尤巴城（现在的雅法）的故事。塔胡提阿奉图特摩斯三世之命，率军北进叙利亚地区，包围了背叛埃及的尤巴城。在他随军的辎重中藏有一根具有神力的法老权杖。埃及军队用武力久拿不下尤巴城池，在这种情况下，塔胡提阿便决定计取。他派人告诉尤巴城的大公说，他想投到大公麾下，并邀请大公到埃及军营赴宴。尤巴大公得知后大喜，他们一行人便出了城，赶赴埃及军营。宴饮既罢，塔胡提阿对尤巴大公说：“我将让我的妻子、儿女躲避在你的城里。请命令放我的骑兵和他们的马匹进城去，并请给这些马匹饲料。”于是，他们被引进了城，并给了马匹饲料。尤巴大公对塔胡提阿说，他想见识一下图特摩斯三世那根有神力的权杖。塔胡提阿故意先迟疑了一会儿才答应。之后，金色权杖被抬进了举行宴会的大帐篷中。就在尤巴大公惊奇时，塔胡提阿突然从座位上站起来，一把抓住了尤巴大公的衣服，猛然举起权杖朝着尤巴大公的太阳穴一击，尤巴大公昏死过去。
塔胡提阿立即用皮带把尤巴大公捆绑起来，用铜链子铐住了他，再拿四个环的脚镣戴在他的脚上。并下令把做好的500只皮革袋子拿出来，吩咐200名埃及士兵藏身于袋中，其余的300只袋子里装满了绳子和脚镣。袋子上打了印章，又拿来了运送袋子的藤具和担架。派去搬运袋子的都是埃及军队中的强壮士兵，共有500人。塔胡提阿对尤巴大公的御者说：“你的主人现在已死了，因为他违背神圣的法老图特摩斯。您是忠于法老的，英明的法老赏罚分明，现在要你做一件事，如果你办成了，我们会给你记大功的。”御者当即表示绝对效忠法老，听从塔胡提阿的命令。之后，塔胡提阿又交代了一番，让御者走在500名埃及士兵的前面，前往尤巴城去。一行人到达尤巴城时，御者先行进城向自己的女主人报告说：“尊敬的主母，告诉你的一个好消息，苏太克神已经把塔胡提阿连同他的妻子、儿女都交给我们了，我们胜利了！瞧，这就是他们进贡的第一批物品。”尤巴大公的妻子随同御者来到城门，看到那500只袋子，她满心欢喜，随即命令打开城门，将这些袋子运进城中。尤巴城门打开后，500名埃及士兵抬着袋子进入城中，放出了袋子里的200名伙伴，把城中毫无防范的尤巴人全部抓住，并打开那300只袋子，用袋子里的绳子把他们全都捆绑起来，立即给他们带上了脚镣，叛军们全部投降了。尤巴城就这样被埃及人攻取了。

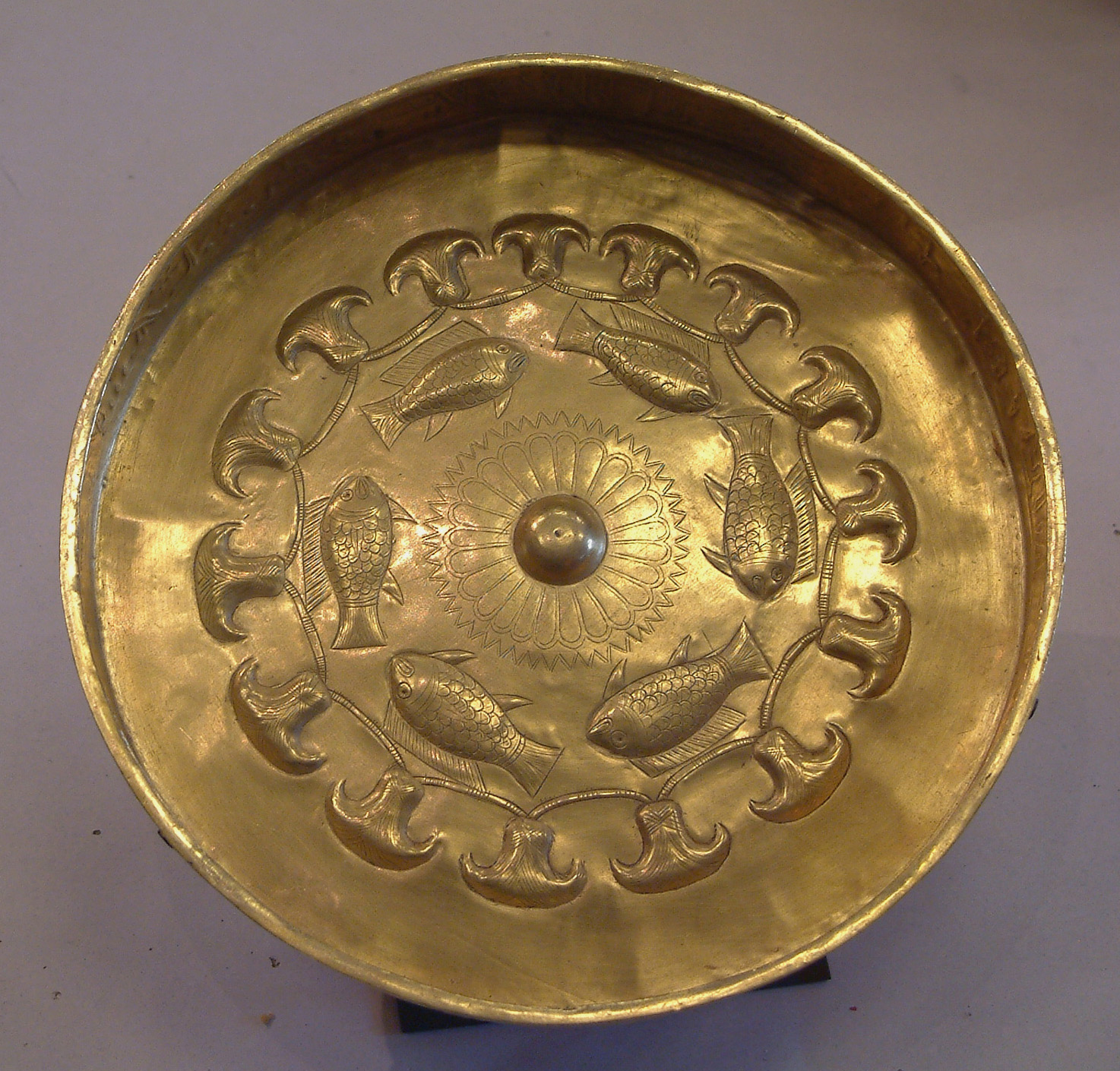
塔胡提阿金碗

该将领攻城所用的方法类似于古希腊人的特洛伊木马计，但在时间上要比特洛伊之战早很长时间。

## 註腳
1. ↑  Nicholas Grimal, A History of Ancient Egypt, Blackwell Publishing 1992, p.217
2. ↑  马兆锋编著. . 北京：北京工业大学出版社. 2014.06: 199. ISBN 978-7-5639-3877-3.
3. 1 2  （英）派特力（Flinders W.M. Petrie）编译；倪罗译. . 北京：作家出版社. 1957.01: 50–53.
4. ↑  令孤若明著. . 长春：吉林大学出版社. 2008.07: 327–328. ISBN 978-7-5601-3889-3.